# Melville Point
Der Melville Point ist eine Landspitze an der Hobbs-Küste des westantarktischen Marie-Byrd-Lands. Sie markiert die Ostseite der Einfahrt zur Siniff Bay.
Der United States Geological Survey kartierte sie anhand eigener Vermessungen und Luftaufnahmen der United States Navy zwischen 1959 und 1965. Das Advisory Committee on Antarctic Names benannte sie 1974 nach Frederick Charles Melville (1884–1935), der als Kapitän der City of New York im Rahmen der US-amerikanischen Byrd Antarctic Expedition (1928–1930) mehrere Fahrten zur Bucht der Wale unternommen hatte.